# Mentodus perforatus
Mentodus perforatus är en fiskart som beskrevs av Sazonov och Trunov, 1978. Mentodus perforatus ingår i släktet Mentodus och familjen Platytroctidae. Inga underarter finns listade i Catalogue of Life.